# مزون فای
در فیزیک ذرات ٬ یک مزون فای یک مزون برداری است که از یک کوارک شگفت و یک پادکوارک شگفت تشکیل شده است.جرم آن 1,019.445±0.020 الکترون‌ولت است.

## نوشتارهای مرتبط
- کوارکونیوم
- فهرست ذرات بنیادی
- فهرست مزون‌ها